# Adam Lacko

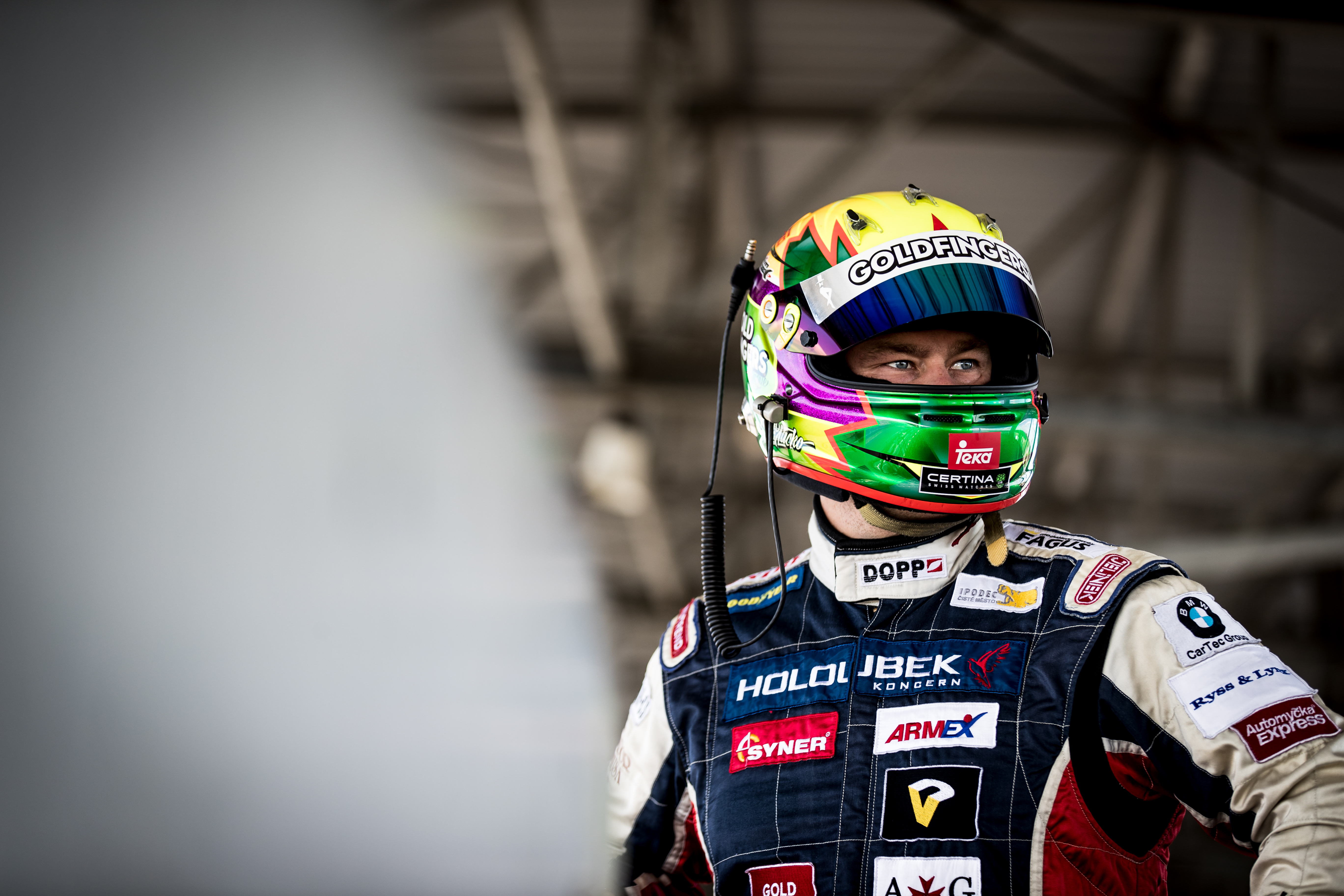
Adam Lacko (2017).

Adam Lacko (24 de septiembre de 1984 en Čeladná) es un piloto checo que actualmente compite en el Campeonato de Europa de Camiones (ETRC) organizado por la FIA. Fue campeón en 2017, mientras que acabó segundo en los años 2015, 2016 y 2018, y tercero en 2004, 2011, 2012 y 2019.

## Inicios
Adam Lacko empezó corriendo en karting en 1994. En el año 2000 empezó a competir en la Copa Skoda Octavia, donde fue subcampeón en 2002.
En 2003 comenzó a pilotar en el Copa de Europa de Carreras de Camiones, donde acabó quinto en las clasificación final. Sus resultados mejoraron y en 2004 fue tercero.
En 2005, Lacko hizo apariciones en el Campeonato Mundial de Turismos, donde también puede puntuar para el Trofeo Michelin, con IEP Team, y en el Campeonato FIA GT. 
En 2006 compitió de nuevo en el ETRC, donde acabó octavo.Además, comenzó a competir en la Copa Porsche Carrera en Alemania.
En 2009, Lacko compitió en el Campeonato FIA GT con el equipo K PLus K Motorsports.

## Campeonato de Europa de Carreras de Camiones
A partir del año 2010 disputa ininterrumpidamente hasta la actualidad el Campeonato de Europa de Carreras de Camiones.

### Truck Race Team Allgäuer
En 2010 vuelve al ETRC para quedarse de la mano de Truck Race Team Allgäuer, y acaba séptimo. 

### MKR 14 Juniors
En 2011 ficha por MKR Team 14 Juniors, de camión Renault, un equipo propiedad de MKR Technology destinado a jóvenes talentos, y logra ser tercero en la clasificación general final tras ganar cuatro carreras (Smolensk Ring, Most, Zolder y Le Mans)

### MKR Technology
Su buen papel en el equipo filial y la salida del otro piloto junior, Anthony Janiec, hizo que MKR ascendiese a Lacko al primer equipo, que en 2012 contó con tres camiones. Ese año repetiría tercer puesto con dos victorias, en Nurburgring y Zolder. 
La temporada de 2013 no fue tan buena como las anteriores, ya que acabó sexto en el campeonato. Pese a que contaban con un camión nuevo, éste no era muy superior al anterior, y tanto Lacko como su compañero de equipo, Markus Bösiger, no tuvieron buenos resultados. Lacko ganó sólo tres carrers, todas ellas de parrilla invertida.

### Buggyra International Racing System
Lacko cambia de equipo en 2014 tras la salida del campeonato de MKR Technology y ficha por el equipo checo Buggyra International Racing System,de camión Freightliner, donde acabó cuarto en su primer año en el equipo.

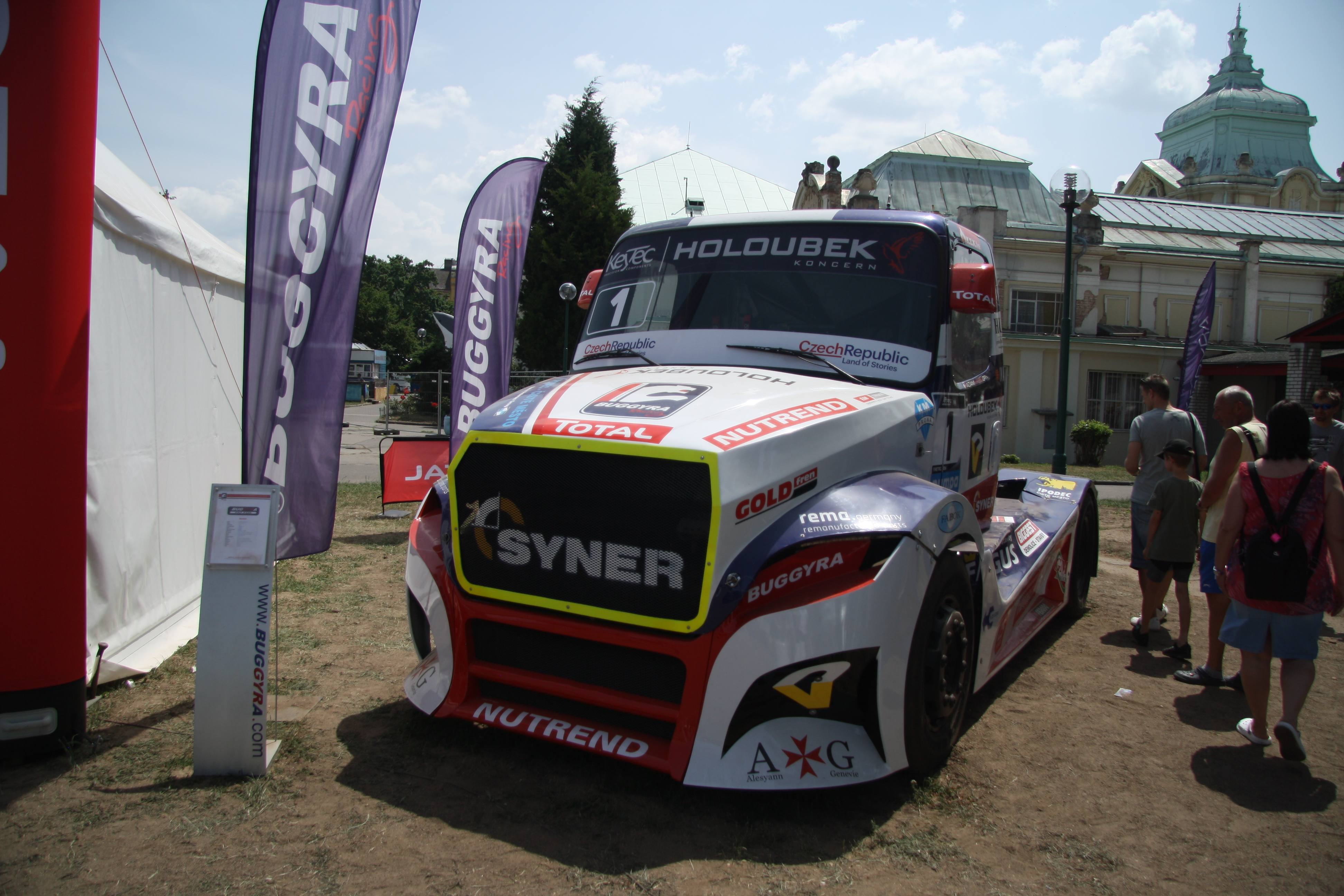
Freightliner del equipo Buggyra conducido por Adam Lacko en la temporada 2018 del ETRC.

En 2015 ganó 6 carreras, pero la gran temporada de Norbert Kiss le dejó segundo en el campeonato. En 2016 volvió a ser subcampeón, pero esta vez tras Jochen Hahn.
2017 fue el mejor año de su carrera, ya que, con 11 victorias en toda la temporada, se coronó campeón del ETRC.
En 2018 volvió a ser subcampeón, detrás de Jochen Hahn, logrando 3 victorias, una en Hungaroring y dos en Most, en su país natal.
En 2019 tuvo un nuevo camión, un Freightliner preparado Buggyra en el que el motor Caterpillar fue sustituido por uno de la marca MAN SE. Comenzó la temporada siendo el líder al término de la primera ronda del campeonato en Misano, pero tras la segunda ronda en Hungaroring, donde lidió con problemas mecánicos y sanciones por exceso de velocidad, sólo había ganado nueve puntos y cayó a la sexta posición de la general. Tras el tercer Gran Premio, en Slovakia Ring ascendió al cuarto puesto. Durante el resto del año fue alternando el segundo y el tercer puesto de la general con Antonio Albacete, aunque siempre muy lejos del líder Jochen Hahn. Finalmente, la temporada se saldó con tres victorias (en Nürburgring, Le Mans y Jarama) y dos poles, en Le Mans y Jarama. Finalizó tercero a siete puntos de Albacete en la general.
En 2020, con un nuevo camión, comenzó la temporada en casa, en Most, con dos podios, incluida una victoria, en tres carreras. En el siguiente Gran Premio, en Hungaroring, sumó una victoria en la carrera 1 y otros dos segundos puestos (carreras 2 y 3). Sin embargo, no pudo luchar por el campeonato, pues éste fue cancelado debido a la cirsis del coronavirus.

## Campeonato de Francia de Carreras de Camiones
En 2020 debutó en el Campeonato de Francia de Carreras de Camiones, abandonando la carrera 1, entrando en zona de puntos en la carrera 2 y ganando las carreras 3 y 4 en la cita inaugural en Nogaro, a la que acudió como piloto invitado, de modo que no podía sumar puntos para el campeonato. Además marcó la pole en la carrera 3. Más tarde, la temporada se canceló ante la falta de carreras por culpa de la pandemia de coronavirus.

## Campeonato Holandés de Carreras de Camiones
Tras la suspensión del GP de Bélgica del ETRC de 2020, Lacko participó en el Campeonato Holandés de Carreras de Camiones. En la jornada del sábado, ganó tanto la carrera 1 como la carrera 2. El domingo volvió a ganar la carrera de clasificación (carrera 3), pero no la de parrilla invertida (en la que fue segundo). Sin embargo, una sanción a Hahn hizo que Lacko le adelantase y ganase la carrera.

## Resultados

### Campeonato de Europa de Camiones
| Año  | Camión       | N.º | Equipo                           | 1       | 1       | 1       | 1       | 2       | 2       | 2     | 2       | 3       | 3       | 3       | 3       | 4       | 4       | 4       | 4       | 5     | 5       | 5     | 5     | 6     | 6       | 6       | 6       | 7       | 7       | 7       | 7     | 8       | 8       | 8       | 8      | 9     | 9       | 9       | 9     | 10    | 10    | 10    | 10      | 11      | 11    | 11    | 11    | Posición | Puntos |
| ---- | ------------ | --- | -------------------------------- | ------- | ------- | ------- | ------- | ------- | ------- | ----- | ------- | ------- | ------- | ------- | ------- | ------- | ------- | ------- | ------- | ----- | ------- | ----- | ----- | ----- | ------- | ------- | ------- | ------- | ------- | ------- | ----- | ------- | ------- | ------- | ------ | ----- | ------- | ------- | ----- | ----- | ----- | ----- | ------- | ------- | ----- | ----- | ----- | -------- | ------ |
| 2006 | MAN          | 24  | Internet Expres Vitto Prima Team | BAR Ret | BAR 6   | BAR 6   | BAR 3   | MIS 8   | MIS Ret | MIS 7 | MIS Ret | ALB 10  | ALB 11  | ALB Ret | ALB DNS | NOG Ret | NOG DNS | NOG DNS | NOG DNS | NUR   | NUR     | NUR   | NUR   | MOS 7 | MOS 2   | MOS 8   | MOS 8   | ZOL DNS | ZOL DNS | ZOL 9   | ZOL 6 | JAR 6   | JAR 6   | JAR 6   | JAR 5  | LMS 7 | LMS 6   | LMS 9   | LMS 6 |       |       |       |         |         |       |       |       | 8º       | 106    |
| 2010 | MAN          | 15  | Truck Race Team Allgäuer         | MIS 6   | MIS C   | MIS 7   | MIS 4   | ALB 4   | ALB 8   | ALB 7 | ALB Ret | NOG 6   | NOG 11  | NOG 10  | NOG 17  | NUR 6   | NUR 8   | NUR Ret | NUR 9   | SMO 6 | SMO 2   | SMO 4 | SMO 4 | MOS 9 | MOS 5   | MOS 7   | MOS 2   | ZOL 6   | ZOL 3   | ZOL 5   | ZOL 3 | LMS 5   | LMS 4   | LMS 8   | LMS 9  | JAR 5 | JAR 5   | JAR 5   | JAR 2 |       |       |       |         |         |       |       |       | 7º       | 186    |
| 2011 | Renault      | 7   | MKR Team 14 Juniors              | DON 5   | DON 2   | DON Ret | DON 17  | MIS 4   | MIS 4   | MIS 6 | MIS Ret | ALB 3   | ALB 3   | ALB 2   | ALB 7   | NOG 4   | NOG 5   | NOG 7   | NOG 2   | NUR 5 | NUR 6   | NUR 5 | NUR 3 | SMO 5 | SMO Ret | SMO 2   | SMO 1   | MOS 1   | MOS 4   | MOS 3   | MOS 6 | ZOL 3   | ZOL 3   | ZOL 8   | ZOL 1  | JAR 4 | JAR 3   | JAR 4   | JAR 3 | LMS 3 | LMS 1 | LMS 3 | LMS Ret |         |       |       |       | 3º       | 317    |
| 2012 | Renault      | 3   | MKR Technology                   | EST 3   | EST 2   | EST 4   | EST 6   | MIS 4   | MIS 4   | MIS 4 | MIS 4   | JAR 18  | JAR 5   | JAR 4   | JAR 7   | NOG 5   | NOG 1   | NOG 3   | NOG 5   | DON 3 | DON Ret | DON 6 | DON 6 | NUR 1 | NUR 10  | NUR 4   | NUR 10  | SMO 4   | SMO 5   | SMO 4   | SMO 5 | MOS Ret | MOS 6   | MOS 5   | MOS 7  | ZOL 2 | ZOL 4   | ZOL 4   | ZOL 1 | JAR 7 | JAR 2 | JAR 5 | JAR 2   | LMS Ret | LMS 8 | LMS 2 | LMS 3 | 3º       | 330    |
| 2013 | Renault      | 3   | MKR Technology                   | MIS 6   | MIS Ret | MIS 5   | MIS 2   | NAV 4   | NAV 1   | NAV 4 | NAV 6   | NOG DNS | NOG DNS | NOG 7   | NOG 2   | RBR 7   | RBR 1   | RBR 6   | RBR Ret | NUR 8 | NUR 1   | NUR 6 | NUR 5 | SMO 6 | SMO 7   | SMO DNS | SMO DNS | MOS 5   | MOS 2   | MOS 5   | MOS 2 | ZOL 4   | ZOL Ret | ZOL 6   | ZOL 6  | JAR 5 | JAR 6   | JAR Ret | JAR 8 | LMS 5 | LMS 2 | LMS 5 | LMS 6   |         |       |       |       | 6º       | 227    |
| 2014 | Freightliner | 55  | Buggyra                          | MIS 6   | MIS 5   | MIS 4   | MIS 2   | NAV 3   | NAV 3   | NAV 5 | NAV 7   | NOG 5   | NOG 1   | NOG 5   | NOG 6   | RBR 4   | RBR 6   | RBR 6   | RBR 1   | NUR 4 | NUR 5   | NUR 3 | NUR 1 | MOS 4 | MOS 1   | MOS 2   | MOS 4   | ZOL 4   | ZOL 3   | ZOL 4   | ZOL 1 | JAR 4   | JAR 1   | JAR 6   | JAR 2  | LMS 5 | LMS 1   | LMS 5   | LMS 1 |       |       |       |         |         |       |       |       | 4º       | 314    |
| 2015 | Freightliner | 55  | Buggyra                          | VAL 3   | VAL 3   | VAL 2   | VAL 5   | RBR 2   | RBR 5   | RBR 2 | RBR 5   | MIS 2   | MIS 2   | MIS 3   | MIS 1   | NOG 1   | NOG 4   | NOG 2   | NOG 7   | NUR 2 | NUR 6   | NUR 8 | NUR 1 | MOS 3 | MOS 2   | MOS 8   | MOS 1   | HUN 2   | HUN Ret | HUN Ret | HUN 5 | ZOL 2   | ZOL 1   | ZOL Ret | ZOL 13 | JAR 7 | JAR 1   | JAR 3   | JAR 3 | LMS 2 | LMS 5 | LMS 3 | LMS 5   |         |       |       |       | 2º       | 447    |
| 2016 | Freightliner |     |                                  |         |         |         |         |         |         |       |         |         |         |         |         |         |         |         |         |       |         |       |       |       |         |         |         |         |         |         |       |         |         |         |        |       |         |         |       |       |       |       |         |         |       |       |       |          |        |
| 2016 | Freightliner | 55  | Buggyra                          | RBR 6   | RBR 5   | RBR 1   | RBR 1   | MIS 1   | MIS 1   | MIS 1 | MIS 5   | NOG 2   | NOG 3   | NOG 2   | NOG 1   | NUR 2   | NUR 4   | NUR 1   | NUR 1   | HUN 5 | HUN 4   | HUN 3 | HUN 1 | MOS 1 | MOS 4   | MOS 2   | MOS 2   | ZOL 2   | ZOL 1   | ZOL 13  | ZOL 1 | LMS 1   | LMS 2   | LMS 2   | LMS 3  | JAR 3 | JAR Ret | JAR 2   | JAR 7 |       |       |       |         |         |       |       |       | 2º       | 407    |
| 2017 | Freightliner |     |                                  |         |         |         |         |         |         |       |         |         |         |         |         |         |         |         |         |       |         |       |       |       |         |         |         |         |         |         |       |         |         |         |        |       |         |         |       |       |       |       |         |         |       |       |       |          |        |
| 2017 | Freightliner | 55  | Buggyra                          | RBR 4   | RBR 4   | RBR 5   | RBR 2   | MIS 1   | MIS 3   | MIS 1 | MIS 1   | NUR 1   | NUR 1   | NUR 1   | NUR C   | SVK 2   | SVK 3   | SVK 4   | SVK 4   | HUN 4 | HUN 1   | HUN 1 | HUN 1 | MOS 2 | MOS 4   | MOS 1   | MOS 7   | ZOL Ret | ZOL 5   | ZOL 1   | ZOL 4 | LMS 7   | LMS 8   | LMS 1   | LMS 4  | JAR 2 | JAR 6   | JAR 3   | JAR 7 |       |       |       |         |         |       |       |       | 1º       | 381    |
| 2018 | Freightliner |     |                                  |         |         |         |         |         |         |       |         |         |         |         |         |         |         |         |         |       |         |       |       |       |         |         |         |         |         |         |       |         |         |         |        |       |         |         |       |       |       |       |         |         |       |       |       |          |        |
| 2018 | Freightliner | 1   | Buggyra                          | MIS 2   | MIS 2   | MIS 9   | MIS Ret | HUN 8   | HUN 1   | HUN 3 | HUN 4   | NUR 4   | NUR 3   | NUR 4   | NUR 2   | SVK 3   | SVK 8   | SVK 2   | SVK 5   | MOS 1 | MOS 1   | MOS 2 | MOS 4 | ZOL 2 | ZOL 17  | ZOL 3   | ZOL 7   | LMS 5   | LMS 3   | LMS 12  | LMS 8 | JAR 3   | JAR 9   | JAR 3   | JAR 5  |       |         |         |       |       |       |       |         |         |       |       |       | 2º       | 266    |
| 2019 | Freightliner | 55  | Buggyra                          | MIS 2   | MIS 4   | MIS 2   | MIS 4   | HUN DSQ | HUN 8   | HUN 6 | HUN Ret | SVK 3   | SVK 3   | SVK 4   | SVK 4   | NUR 6   | NUR 1   | NUR 3   | NUR 7   | MOS 2 | MOS 3   | MOS C | MOS C | ZOL 3 | ZOL 5   | ZOL 2   | ZOL Ret | LMS 4   | LMS 3   | LMS 1   | LMS 5 | JAR 5   | JAR 6   | JAR 1   | JAR 5  |       |         |         |       |       |       |       |         |         |       |       |       | 3º       | 261    |
| 2020 | Freightliner | 55  | Buggyra                          | MOS 4   | MOS 1   | MOS 2   | MOS C   | HUN 1   | HUN 2   | HUN 2 | HUN 4   |         |         |         |         |         |         |         |         |       |         |       |       |       |         |         |         |         |         |         |       |         |         |         |        |       |         |         |       |       |       |       |         |         |       |       |       | -        | -      |
| 2021 | Freightliner | 55  | Buggyra                          | HUN 3   | HUN C   | HUN 3   | HUN 3   | MOS 3   | MOS 8   | MOS 2 | MOS 4   | ZOL 4   | ZOL 1   | ZOL 2   | ZOL 2   | LMS 5   | LMS 2   | LMS 5   | LMS 3   | JAR 5 | JAR 5   | JAR 3 | JAR 4 | MIS 5 | MIS 5   | MIS 6   | MIS 7   |         |         |         |       |         |         |         |        |       |         |         |       |       |       |       |         |         |       |       |       | 3º       | 203    |

### Resultados en el Campeonato de Francia de Carreras de Camiones
| Año  | Camión       | N.º | Equipo  | 1       | 1     | 1     | 1     | Posición | Puntos |
| ---- | ------------ | --- | ------- | ------- | ----- | ----- | ----- | -------- | ------ |
| 2020 | Freightliner | 55  | Buggyra | NOG Ret | NOG 5 | NOG 1 | NOG 1 | -        | -      |

### Resultados en el Campeonato Holandés de Carreras de Camiones
| Año  | Camión       | N.º | Equipo  | 1   | 1   | 1   | 1   | 2     | 2     | 2     | 2     | Posición | Puntos |
| ---- | ------------ | --- | ------- | --- | --- | --- | --- | ----- | ----- | ----- | ----- | -------- | ------ |
| 2020 | Freightliner | 55  | Buggyra | LAU | LAU | LAU | LAU | ZOL 1 | ZOL 1 | ZOL 1 | ZOL 1 | -        | -      |

### Campeonato FIA GT
| Año  | Coche       | N.º | Equipo              | Categoría | 1     | 2     | 3       | 4   | 5     | 6   | 7   | 8       | 9       | 10      | 11     | Posición | Puntos |
| ---- | ----------- | --- | ------------------- | --------- | ----- | ----- | ------- | --- | ----- | --- | --- | ------- | ------- | ------- | ------ | -------- | ------ |
| 2005 | Saleen S7-R | 20  | RAM Racing          | GT1       | MON   | MAG   | SIL     | IMO | BRN   | SPA | OSC | EST Ret |         |         |        | NC       | 0      |
| 2005 | Saleen S7-R | 4   | Konrad Motorsport   | GT1       |       |       |         |     |       |     |     |         | ZHU Ret | DUB Ret | BHR 11 | NC       | 0      |
| 2009 | Saleen S7-R | 18  | K Plus K Motorsport | GT1       | SIL 5 | ADR 8 | OSC Ret | SPA | HUN 8 | ALG | PAU | ZOL     |         |         |        | 17º      | 6      |

### Campeonato del Mundo de Turismos
| Año  | Coche              | N.º | Equipo   | 1      | 1      | 2       | 2       | 3   | 3   | 4   | 4   | 5   | 5   | 6      | 6      | 7   | 7   | 8   | 8   | 9   | 9   | 10  | 10  | Posición | Puntos |
| ---- | ------------------ | --- | -------- | ------ | ------ | ------- | ------- | --- | --- | --- | --- | --- | --- | ------ | ------ | --- | --- | --- | --- | --- | --- | --- | --- | -------- | ------ |
| 2005 | Alfa Romeo 156 GTA | 33  | IEP Team | MON 25 | MON 12 |         |         |     |     |     |     |     |     |        |        |     |     |     |     |     |     |     |     | NC       | 0      |
| 2005 | BMW 320i           | 33  | IEP Team |        |        | MAG Ret | MAG DNS | SIL | SIL | IMO | IMO | PUE | PUE | SPA 20 | SPA 13 | OSC | OSC | EST | EST | VAL | VAL | MAC | MAC | NC       | 0      |

### Trofeo Michelin del Campeonato del Mundo de Turismos
| Año  | Coche              | N.º | Equipo   | 1      | 1     | 2       | 2       | 3   | 3   | 4   | 4   | 5   | 5   | 6     | 6     | 7   | 7   | 8   | 8   | 9   | 9   | 10  | 10  | Posición | Puntos |
| ---- | ------------------ | --- | -------- | ------ | ----- | ------- | ------- | --- | --- | --- | --- | --- | --- | ----- | ----- | --- | --- | --- | --- | --- | --- | --- | --- | -------- | ------ |
| 2005 | Alfa Romeo 156 GTA | 33  | IEP Team | MON 10 | MON 3 |         |         |     |     |     |     |     |     |       |       |     |     |     |     |     |     |     |     | 13º      | 114    |
| 2005 | BMW 320i           | 33  | IEP Team |        |       | MAG Ret | MAG DNS | SIL | SIL | IMO | IMO | PUE | PUE | SPA 7 | SPA 6 | OSC | OSC | EST | EST | VAL | VAL | MAC | MAC | 13º      | 114    |

### Copa Porsche Carrera Alemania
| Año  | Coche           | N.º | Equipo                 | 1   | 2   | 3      | 4      | 5      | 6   | 7      | 8      | 9   | Posición | Puntos |
| ---- | --------------- | --- | ---------------------- | --- | --- | ------ | ------ | ------ | --- | ------ | ------ | --- | -------- | ------ |
| 2006 | Porsche Carrera | 29  | Fuchs Star-Moto Racing | HOC | LAU | OSC 14 | NOR 12 | NUR 15 | ZAN | MON 18 | BUG 14 | HOC | 19º      | 15     |